# 李錦帆
李錦帆，初期在全男班粵劇團反串擔任男花旦時代的藝名「倩影紅」，後期為香港粵劇反串擔任女丑角色的男演員；香港國語及粵語片的男演員，擅長演出娘娘腔的男子及男同性戀者等恢諧角色。1966年開始擔任香港八和會館徵收員為主業；然而仍有演出粵劇作為副業，1967年6月參加「順利年劇團」到九龍鯉魚門演出5晚天后誕酬神戲後，起重機把演員的「衣箱」運上貨船期間，發生意外，把李錦帆的衣箱掉進海裡，他的戲服全數報銷。1973年12月5日仍為「頌新聲劇團」在九龍普慶戲院演出李少芸先生編撰的粵劇《書劍青衫客》(青衫客)，反串擔任女丑。

## 李錦帆演出的部分電影
- 國語：
  - 1964年：《行運老爺車》，飾演娘娘腔的張明；
- 粵語：
  - 1955年：《真假千金》，飾演娘娘腔的李飛男；
  - 1958年：《賊王子》及《賊王子(續集)》，飾演飾土國皇子；
  - 1960年：《招財進寶》，反串飾演傭人阿靚；
  - 1962年：《碧玉簪》，反串飾演孫媒婆；
  - 1964年：《苦戀》，飾演堂倌；
  - 1966年：《老夫子與大蕃薯》，飾演娘娘腔的色狼經理陸雲庭；
  - 1987年：《猛鬼差館》；
  - 1988年：《求愛敢死隊》。

## 長篇粵曲唱片
- 1959年：「華聲唱片公司」的《姊妹碑》，鍾雲山、崔妙芝、梅欣、鄧碧紅及李錦帆。

## 外部連結
- 穿著長衫坐轎的李錦帆之娘娘腔演出片段